# Copa del Bicentenario de la Independencia
La Copa del Bicentenario de la Independencia o Copa Independencia, conocida también como Copa Bicentenario, fue una copa nacional única, organizada por la Asociación del Fútbol Argentino en 2016. Enfrentó a Racing Club, campeón del Campeonato de Primera División 2014 (que dada la excepcionalidad de ese certamen no jugó oportunamente la Copa Campeonato) con Club Atlético Lanús, ganador del Campeonato de Primera División 2016. Se jugó a un solo encuentro, en el estadio Presidente Perón, tras definirse la localía mediante un sorteo realizado en la sede de la Asociación del Fútbol Argentino. Lanús se consagró campeón al vencer por 1 a 0.

## Clubes clasificados
| Racing Club | Campeón del Campeonato de Primera División 2014 |
| Lanús       | Campeón del Campeonato de Primera División 2016 |

## Partido
| 14 de agosto de 2016, 16:15 | Racing Club | 0:1 (0:0) | Lanús                  | Estadio Presidente Perón, Avellaneda |                            |
|                             |             |           | 90+1' Brian Montenegro | Árbitro(s): Germán Delfino           | Árbitro(s): Germán Delfino |

### Ficha
| 21         | ARQ        | Nelson Ibáñez   |     |
| 18         | DEF        | Francisco Cerro |     |
| 2          | DEF        | Nicolás Sánchez |     |
| 3          | DEF        | Leandro Grimi   |     |
| 13         | DEF        | Emanuel Insúa   |     |
| 17         | MED        | Marcos Acuña    |     |
| 15         | MED        | Ezequiel Videla | 61' |
| 11         | MED        | Luciano Aued    |     |
| 10         | MED        | Óscar Romero    |     |
| 9          | DEL        | Lisandro López  |     |
| 7          | DEL        | Gustavo Bou     |     |
| Entrenador | Entrenador | Facundo Sava    |     |

| 12         | ARQ        | Matías Ibáñez    |     |
| 4          | DEF        | José Luis Gómez  |     |
| 14         | DEF        | Marcelo Herrera  |     |
| 6          | DEF        | Diego Braghieri  |     |
| 21         | DEF        | Nicolás Pasquini |     |
| 27         | MED        | Román Martínez   |     |
| 30         | MED        | Iván Marcone     |     |
| 19         | MED        | Nicolás Aguirre  | 73' |
| 7          | DEL        | Lautaro Acosta   |     |
| 9          | DEL        | José Sand        |     |
| 10         | DEL        | Miguel Almirón   |     |
| Entrenador | Entrenador | Jorge Almirón    |     |

| 8 | MED | Diego González | 61' |

| 26 | MED | Brian Montenegro | 73' |

| Anotado | 90+1' | Brian Montenegro | 1-0 |

| Amonestado | 15' | Óscar Romero    |
| Amonestado | 27' | Marcos Acuña    |
| Amonestado | 30' | Ezequiel Videla |
| Amonestado | 32' | Leandro Grimi   |
| Amonestado | 54' | Luciano Aued    |
| Amonestado | 89' | Emanuel Insúa   |

| Amonestado | 32' | Román Martínez   |
| Amonestado | 34' | José Sand        |
| Amonestado | 52' | Nicolás Pasquini |
| Amonestado | 79' | Iván Marcone     |
| Amonestado | 86' | Marcelo Herrera  |

| Árbitro             | Germán Delfino      |
| Árbitros asistentes | Diego Bonfá         |
| Árbitros asistentes | Ezequiel Brailovsky |
| Cuarto árbitro      | Diego Abal          |

| 21         | ARQ        | Nelson Ibáñez   |     |
| 18         | DEF        | Francisco Cerro |     |
| 2          | DEF        | Nicolás Sánchez |     |
| 3          | DEF        | Leandro Grimi   |     |
| 13         | DEF        | Emanuel Insúa   |     |
| 17         | MED        | Marcos Acuña    |     |
| 15         | MED        | Ezequiel Videla | 61' |
| 11         | MED        | Luciano Aued    |     |
| 10         | MED        | Óscar Romero    |     |
| 9          | DEL        | Lisandro López  |     |
| 7          | DEL        | Gustavo Bou     |     |
| Entrenador | Entrenador | Facundo Sava    |     |

| 12         | ARQ        | Matías Ibáñez    |     |
| 4          | DEF        | José Luis Gómez  |     |
| 14         | DEF        | Marcelo Herrera  |     |
| 6          | DEF        | Diego Braghieri  |     |
| 21         | DEF        | Nicolás Pasquini |     |
| 27         | MED        | Román Martínez   |     |
| 30         | MED        | Iván Marcone     |     |
| 19         | MED        | Nicolás Aguirre  | 73' |
| 7          | DEL        | Lautaro Acosta   |     |
| 9          | DEL        | José Sand        |     |
| 10         | DEL        | Miguel Almirón   |     |
| Entrenador | Entrenador | Jorge Almirón    |     |

| 8 | MED | Diego González | 61' |

| 26 | MED | Brian Montenegro | 73' |

| Anotado | 90+1' | Brian Montenegro | 1-0 |

| Amonestado | 15' | Óscar Romero    |
| Amonestado | 27' | Marcos Acuña    |
| Amonestado | 30' | Ezequiel Videla |
| Amonestado | 32' | Leandro Grimi   |
| Amonestado | 54' | Luciano Aued    |
| Amonestado | 89' | Emanuel Insúa   |

| Amonestado | 32' | Román Martínez   |
| Amonestado | 34' | José Sand        |
| Amonestado | 52' | Nicolás Pasquini |
| Amonestado | 79' | Iván Marcone     |
| Amonestado | 86' | Marcelo Herrera  |

| Árbitro             | Germán Delfino      |
| Árbitros asistentes | Diego Bonfá         |
| Árbitros asistentes | Ezequiel Brailovsky |
| Cuarto árbitro      | Diego Abal          |

|                                 |
| Campeón C. A. Lanús 1.er título |